# Ibis de Sao Tomé
Bostrychia bocagei
Espèce
Synonymes
- Lampribis bocagei Chapin, 1923 (protonyme)

Statut de conservation UICN

 CR C2a(ii) : 
En danger critique
Répartition géographique
L'Ibis de São Tomé (Bostrychia bocagei) est une espèce d’oiseaux de la famille des Threskiornithidae. Endémique de l'île de São Tomé, cet oiseau initialement peu commun est désormais en danger critique d'extinction, principalement à cause de la destruction des forêts qu'il habite à partir de la fin du 19e siècle. L'oiseau reste aujourd'hui assez mal connu en raison de sa rareté.

## Dénomination
Son nom scientifique provient du grec bostrukhion désignant une boucle de cheveux, et de l'ornithologiste portugais José Vicente Barbosa du Bocage, un des premiers à avoir rapporté son existence et collecté des spécimens, sans les avoir décrit formellement.

## Description
L'ibis de São Tomé mesure aux alentours de 50 cm. Ses parties supérieures sont brunes avec des teintes verdâtres et bronze, ses dessous sont brun sombre, et il possède des tectrices cuivrées et bleu-violet. L'avant de sa tête est sombre, et il possède une crête caractéristique. Son bec et ses pattes sont rougeâtres.
Les juvéniles ont un plumage similaire mais plus terne, avec une crête plus courte.
Il se différencie principalement de son proche cousin l'Ibis olive par sa taille sensiblement plus petite.

## Répartition et habitat
Cet oiseau est endémique à São Tomé. Il vit dans les forêts primaires du sud de l'île (notamment aux alentours du Monte Carmo, dans le parc naturel Obô) en dessous de 750 m d'altitude ; il semble préférer les forêts assez denses et couvertes, avec de grands arbres, et où le sol est découvert. Il est notamment associé avec le Mamão-d'Obô (Drypetes glabra), une plante endémique de São Tomé,.

## Écologie et comportement

### Alimentation
Il se nourrit de petits invertébrés comme les escargots et les limaces, qu'il trouve au sol.

### Reproduction
L'ibis de São Tomé se reproduit durant la saison des pluies. Il niche dans les hauteurs des arbres, utilisant des branchages pour construire un nid d'une trentaine de centimètres de diamètre, tapissé de feuilles. Il semble que les deux parents participent à la construction du nid et à l'incubation. Les œufs sont blanc cassé, avec des lignes brun-violet irrégulières et des tâches brunes, et mesurent aux alentours de 5x4 cm.

## Systématique
L'ibis de São Tomé a été décrit pour la première fois sous le nom Lampribis bocagei en 1923 par James Paul Chapin, à partir de 4 spécimens du musée Bocage de Lisbonne et un du Musée d'Histoire Naturelle de Paris.
L'espèce est actuellement considérée comme monotypique.

## L'ibis de São Tomé et l'humain

### Conservation
L'ibis de São Tomé est considéré comme étant en danger critique d'extinction par l'UICN, en raison de sa faible population (quelques centaines à quelques milliers d'individus selon les sources) et de son aire de répartition très limitée. Il a d'ailleurs été un moment cru éteint après sa dernière observation en 1928, avant d'être redécouvert en 1990.
La raison majeure du déclin de l'ibis est la destruction des forêts primaires au profit de plantations de palmiers pour la production d'huile de palme ; cette destruction (notamment illégale) continue encore de nos jours et risque également de fractionner ses populations et d'augmenter les perturbations dans les zones non coupées. Il est également victime de la chasse, bien qu'il soit rarement une cible privilégiée des chasseurs.
Une loi interdisant la chasse de l'ibis a été votée en 2016, protégeant également le parc naturel Obô qui habite les principales populations de celui-ci. De nombreux efforts ont été entrepris pour protéger cet oiseau, notamment tournés autour de la communication avec le grand public et les chasseurs autour de son statut et son importance, ainsi que la surveillance accrue de la chasse et de la coupe de bois illégale. Un projet de barrage sur le Iô Grande a également été mis en suspens en raison du danger environnemental, notamment pour l'ibis dont une partie de l'habitat aurait été détruite.